# 変身忍者嵐 SHADOW STORM
『変身忍者嵐 SHADOW STORM』（へんしんにんじゃあらし シャドウストーム）は、漫画：大賀浅木、シナリオ：井沢ひろし（原作：石ノ森章太郎、協力：石森プロ）による日本の漫画。ホーム社の運営するウェブコミック掲載サイト『ぷらっと＠ほ〜む』にて連載されていたが、『Comip! スピネル』に移転している。
略称は『変身忍者嵐SS』。

## 作品概要
忍者をモチーフとした近未来SFアクション漫画で、『変身忍者 嵐』の続編として描かれたリメイク作品だが、1972年に放送された特撮作品の続きではなく、石ノ森章太郎が手掛けた『週刊少年マガジン』連載の漫画版『変身忍者 嵐』からの延長線上となっている。基本構成は旧来のまま換骨奪胎しており、舞台を近未来に設定していることからサイバーパンクの要素を取り込み、石ノ森版よりもスタイリッシュな描写となっている。

## あらすじ
長い戦いの末に血車党を滅ぼしたハヤテ。だが、血車党の首魁・血車魔神斎の正体はハヤテの実父だった…。
時は流れ、360年もの時が経過した現代。古の声により長き眠りから覚めたハヤテは夜の新宿に躍り出るが、彼を保管していた伊賀の勢力によってその身柄を再び引き戻される。朧げな記憶の中、ハヤテは自分の父を殺害した存在を「嵐」と認識していた。しかし烈たちと関わるにつれ薄れていた過去を思い出し、父を殺した事実と自身の過酷な運命に直面し動揺する。
一方、ハヤテの復活を知った白神こと骨餓身丸は刺客を差し向け、ハヤテのさらなる覚醒を仕向ける。烈たち伊賀忍者の活躍を目の当たりにしたハヤテは己の心の中に一筋の光を見出す。現代の生活に慣れるため、烈たちの通う高校に赴く。そこでニケ率いるテロ集団・ブラックバードが引き起こした学園乗っ取り事件に遭遇する。ニケ達の異様な化身に血車党の影を感じつつ、彼らに圧倒的な実力の差を見せつけて事件を制圧する。
その後、伊賀の里の長より呼び出され、父の死の真実と骨餓身丸復活の報せを聞かされ血車党壊滅を託される。厳しい戦いに一旦は断るが、現代の伊賀衆の実力を感じ取ったハヤテは、伊賀忍群を率いて血車党と戦うことを決意する。

## 登場人物

### 主人公
ハヤテ
江戸の世において変身忍者嵐として化身忍者を根絶やしにする為、血車党とひとり戦った忍者。戦いの果てに血車党首魁・血車魔神斎を討つが、その正体が自身の父であった事に慟哭する。その後、名張のタツマキにより延魄（えんぱく）の術を施されて永い眠りにつき、伊賀の里によってその身を数百年以上保管されていたが、360年が経過した現代の世に突如復活を遂げる。オボロや烈ら伊賀の者からは「伝説の忍（レジェンド）」として認識されている。自身の父を殺害した存在として「嵐」を認識していたが、記憶覚醒装置“マインドトリガー”によって記憶を取り戻す。その悲しい過去を引きずりながら父の遺志を継ぎ、烈たち現代の伊賀忍者と共に、父の死の謎を解き復活した血車党と化身忍者を殲滅すべく立ち上がる。
変身忍者嵐（へんしんにんじゃ あらし）
ハヤテが完全化身の法により化身した姿。愛刀『速風』の鍔と鞘を打ち鳴らす音と“響命”の掛け声を合わせることで、体に埋め込んだ金属と反響し体細胞の配列を変化させ変身する。鳥の化身で風と羽根を操り武器とする。伊賀の者達からはハヤテとは別の存在と認識されている。

### 伊賀衆（過去）
嵐鬼十（あらし きじゅう）
ハヤテの父。自らの肉体を変化させる技“化身の法”を編み出すが、血車党にその秘術を奪われ悪用される。そのことを憂いて息子であるハヤテに“完全化身の法”を施し、化身の法と化身忍者を根絶やしにすることを息子・ハヤテに託し業火の中に消えた。しかし血車魔神斎としてハヤテの前に現れる。魔神斎になった理由は謎。
名張の竜巻（なばりのたつまき）/タツマキ
伊賀忍者でハヤテの協力者。イブキの先祖。血車党との戦いが終わったハヤテに“延魄(えんぱく)の術”を施し、血車党復活の時の切り札となるよう永い眠りにつかせた。
カスミ
伊賀のくノ一。ハヤテの協力者。オボロの先祖。
ツムジ
伊賀の少年忍者でハヤテの協力者。烈の先祖。

### 伊賀衆（現代）
伊賀衆(いがしゅう)
日本の防衛力を裏から支える忍者集団のひとつ。都心の寂れた秘密の場所に科学技術の粋を凝らした中央支部を抱える。過去とは違い現代科学技術で武装した姿を持つ。
風御イブキ（かざみ イブキ）
公安部の伊賀班統括主忍で中央支部に属する忍者。オボロと烈の父だが、現代の伊賀忍者を束ねる上司たる存在（上忍）でもある。タツマキの子孫。ハヤテにかしずく。
風御オボロ（かざみ オボロ）
現代の伊賀忍者（中忍）で烈の姉。石森学園高等部2年で弓道部員。烈と共にサポート役としてハヤテと戦う。
風御烈（かざみ れつ）
現代の伊賀忍者（中忍）でツムジの子孫。オボロの弟で石森学園高等部1年で剣道部員。電撃を利用した攻撃を得意とし、愛刀“雷哮”と腕輪を打ち鳴らし“響命”の掛け声を合わせることで左腕だけを変化させて化身する。過去に研究所の事故で重傷を負った際、延命の手段として父・イブキから母が開発した“化身の腕”を移植された。父に対して複雑な感情を抱いている。
早雲斎（そううんさい）
伊賀衆の頭領。骨餓身丸の復活と父の死の真実をハヤテに語り、ハヤテに血車党の討伐を託す。
半蔵（はんぞう）
伊賀衆の頭領の嫡男。頭領の命によりハヤテたちと共に血車党討伐の戦いに加わる。

### 血車党
血車党(ちぐるまとう)
化身の法を使って生み出した“化身忍者”を利用し幕府転覆を目論んだ狂信的忍者集団。現代では細胞工学を用いて完全化身の解法を紐解き人類を進化させ、日本防衛の要である忍を壊滅して日本を奪い取ることを目的とする。ハヤテの活躍により壊滅したようにみえたが、その残党は生き延びていた。
魔神斎(まじんさい)
血車党の首領。ハヤテ・嵐の活躍によりその野望は絶たれ成敗されたが、現代の科学技術によりその肉体が復活しつつある。その正体はハヤテの父、嵐鬼十。
白神照生（しらかみ しょうせい）
内閣官房参与。その辣腕ぶりから“隻眼のフィクサー”と呼ばれる。その正体は魔神斎と血車党の復活を企む骨餓身丸。細胞工学により開発した化身ウィルスを犯罪者にばらまき実験台にする。
骨餓身丸（ほねがみまる）
血車党の副首領。屍から生き身への化身の術（よみがえりの化身）を使う。化身の法を手に入れたことにより世直しをもくろむ。もとは城勤めの武士であったが、徳川勢に追われ照手姫と出奔する。業病に侵され体と顔が醜く崩れた自身を愛してくれた照手姫を想う。
百足麗一（ももたり れいいち）
表向きは公安部事務官。その正体は蜈蚣の化身忍者。ハヤテを“被験体”と呼ぶ。伊賀忍中央支部を襲撃したがハヤテによって撃退される。
桐谷（きりや）
現代に復活したハヤテの担当医師。その正体はサソリの化身忍者。小型のサソリを使役し他人を操る。廃墟になった診療所をアジトに完全化身の解明を目指し、最高のサンプルであるハヤテをねらうが、烈の電撃を利用したハヤテの攻撃に敗北した。
ニケ
強盗団から成り上ったテロリスト集団・ブラックバードのリーダー。“片目の男”から渡された化身ウィルスを注射して化身する。ハヤテと烈との激闘の際、化身ウィルスを大量投与するが体が暴走して崩壊、消滅した。

### 公安部
公安部(こうあんぶ)
日本の防衛力を裏から支える忍者集団を束ねる。5人構成。
後藤巧（ごとう たくみ）
公安部参事官。数百年たって復活したハヤテの存在を疑問視し、嵐をテロリスト扱いにする。

### その他
照手姫（てるてひめ）
骨餓身丸を一途に愛した一国の姫。業病に侵され死んだ骨餓身丸の後を追い自害する。彼がよみがえることを知らなかった。
岡崎真（おかざ まこと）
烈たちが通う石森学園の理事長。一人娘の理恵とは険悪な親子関係になっている。
岡崎理恵（おかざき りえ）
理事長の娘。父に束縛された現状を憂いていた心をニケに利用され、ニケの学校乗っ取りを手助けする。
高橋ゆうた（たかはし ゆうた）
ハヤテが入院している病院にいた男の子。母親が桐谷の実験台に利用される。闘いの後に烈とメル友になる。

## 書籍情報
単行本はホームコミックス（ホーム社）より2巻まで刊行。2017年にヤングジャンプコミックスDIGITALより完結分までが電子書籍として配信された。
1. 2014年7月25日発売、ISBN 978-4834232196 1話-7話掲載
2. 2015年1月23日発売、ISBN 978-4834232301 8話-18話掲載
3. 2017年1月19日発売、電子書籍のみ 19-28話掲載
4. 2017年1月19日発売、電子書籍のみ 29-38話掲載

## 各話一覧
| 通算 | 話数 | タイトル            | 所収    | 備考   |
| ---- | ---- | ------------------- | ------- | ------ |
| -    | -    | 予告編              | web     | 復活編 |
| 1    | 1    | 目覚めた先には      | web/1巻 | 復活編 |
| 2    | 2    | 過去から来た者      | 1巻     | 復活編 |
| 3    | 3    | 化身ですから        | 1巻     | 百足編 |
| 4    | 4    | 嵐                  | 1巻     | 百足編 |
| 5    | 4.5  | 闇に照らされるもの  | 1巻     | 記憶編 |
| 6    | 5    | オレの手            | 1巻     | 記憶編 |
| 7    | 6    | マインドトリガー    | 1巻     | 記憶編 |
| 8    | 7    | 魔神斎              | 1巻     | 記憶編 |
| 9    | 8    | 変わらない          | web/2巻 | 記憶編 |
| 10   | 9    | 闇に蠢くもの        | 2巻     | 桐谷編 |
| 11   | 10   | 嵐 来たりて         | 2巻     | 桐谷編 |
| 12   | 11   | サソリの化身        | 2巻     | 桐谷編 |
| 13   | 12   | 止められるかな      | 2巻     | 桐谷編 |
| 14   | 13   | 置いてはいかない    | 2巻     | 桐谷編 |
| 15   | 14   | 進化                | 2巻     | 桐谷編 |
| 16   | 15   | 血車党              | 2巻     | 桐谷編 |
| 17   | 16   | 一緒に戦う          | 2巻     | 桐谷編 |
| 18   | 17   | 確かめてみるか？    | 2巻     | 桐谷編 |
| 19   | 18   | ひかり              | 2巻     | 桐谷編 |
| 20   | 19   | 嵐 見参             | web     | 桐谷編 |
| 21   | 20   | ヒーロー            | web     | 桐谷編 |
| 22   | 21   | おかえり 嵐         | web     | 桐谷編 |
| 23   | 22   | この時代で…（前編） | web     | 休息編 |
| 24   | 23   | この時代で…（後編） | web     | 休息編 |
| 25   | 23.5 | Reboot              | web     | 休息編 |
| 26   | 24   | 外の世界            | web     | 学校編 |
| 27   | 25   | 飛行機              | web     | 学校編 |
| 28   | 26   | ブラックバード      | web     | 学校編 |
| 29   | 27   | 黒い腕              | web     | 学校編 |
| 30   | 28   | 交渉                | web     | 学校編 |
| 31   | 29   | 理事長の娘          | web     | 学校編 |
| 32   | 30   | 正義の化身忍者      | web     | 学校編 |
| 33   | 31   | 人命第一            | web     | 学校編 |
| 34   | 32   | 爆弾                | web     | 学校編 |
| 35   | 33   | ここでやりたいこと  | web     | 学校編 |
| 36   | 34   | 化身の秘密          | web     | 学校編 |
| 37   | 35   | やるべき使命        | web     | 学校編 |
| 38   | 36   | かりそめの化身      | web     | 学校編 |
| 39   | 37   | 伊賀の里            | web     | 学校編 |
| 40   | 38   | 月と星の下          | web     | 最終話 |